# Asfalto (banda)
Asfalto es un grupo de rock español fundado en el año 1972.

## Biografía
La historia de la banda comienza en Madrid cuando el grupo Tickets cambia su nombre por el de Asfalto en 1972. La formación original de Tickets estaba compuesta por José Luis Jiménez (bajo y voz), Mario del Olmo (guitarra y voz), Luis García (guitarra y voz) y Pancho Company (batería y voz), siendo esta formación la que publicó un par de singles en 1972 para el sello discográfico Acción con escasa repercusión. Posteriormente entran en la banda Félix García como nuevo batería y Armando de Castro (futuro Coz y Barón Rojo) como segundo guitarra. En 1974, Julio Castejón (guitarra y voz), Enrique Cajide (batería) y Lele Laina (guitarra y voz) se unen a José Luis Jiménez en lo que se puede considerar la primera formación oficial de Asfalto. En 1976 realizan un homenaje a The Beatles, grabando diferentes canciones del combo inglés y que se editan en formato casete.
Ya en 1977, el grupo ficha por Chapa Discos, una nueva marca de la compañía discográfica Zafiro que es dirigida por Vicente Romero "Mariscal".
Con el nacimiento de 1978, ve la luz su primer álbum bajo el título de Asfalto, un trabajo que, por motivos de producción y discrepancias musicales, deja insatisfechos a todos sus componentes. Aun así, el disco está cargado de clásicos como Capitán Trueno, Días de escuela, Ser urbano o Rocinante. Jiménez y Laina deciden abandonar el proyecto para fundar Topo. Según Castejón, el motivo de la ruptura fue que Jiménez y Laina querían meter en el grupo a Terry Barrios (amigo de la infancia de Lele Laina) en lugar de Cajide. Castejón se negó, lo que llevó a la disolución del grupo. Entonces Mariscal Romero les dijo que Asfalto estaba inaugurando el sello discográfico Chapa y que, si se disolvían antes del lanzamiento del primer álbum, el sello se iba al garete, por lo que Castejón decidió seguir con el nombre Asfalto, invitando a Jorge García Banegas (teclados) y José Ramón Pérez "Guny" (bajo) a unirse al grupo. Esto trae consigo un periodo de estabilidad y creatividad, que a la postre situará a Asfalto en lo más alto de la escena roquera española durante los años venideros.
En diciembre de ese mismo año 1978 se publica Al otro lado, grabado en los Estudios DJM de Londres (Inglaterra). Aprovechando su paso por la capital inglesa, se presentan en directo en el mítico Marquee Club, convirtiéndose así en la primera banda española en actuar en dicha sala. Este disco contiene temas como El viejo, Nadie ha gritado o Mujer de plástico.
En 1979 graban su tercer disco, ¡¡Ahora!!, que incluye cortes como Nada, La otra María o En nombre de la moral. Los conciertos se suceden y Asfalto se encuentra en el punto álgido de su carrera. Tanto es así, que su compañía, ante la creciente popularidad de la banda, decide editar en 1980 un recopilatorio titulado Lo mejor, a modo de grandes éxitos. Se incluye el tema Canción para un niño, solamente publicado anteriormente como sencillo.
Asfalto decide afrontar un nuevo reto y en 1981 graban Déjalo así, el primer disco doble de estudio editado por un grupo español. Aunque pueda parecerlo, no se trata de una obra conceptual y entre las muchas canciones incluidas podemos encontrarnos con Demasiado aprisa, La generación perdida, Díselo, Lucy escóndete, El maniquí, Nada que decir o Déjalo así. Chapa Discos no se entusiasma ante un trabajo que es, por su formato, complicado de promocionar y vender. Déjalo así obtiene una escasa repercusión en los medios de comunicación y la banda rescinde su contrato para crear su propio sello discográfico bajo el nombre de Snif.
En 1983 se lanza Más que una intención, un disco que les devuelve al primer plano de la actualidad y presenta como novedad la entrada de Miguel Oñate como cantante. Destacan temas como el propio Más que una intención, La paz es verde o El hijo de Lindbergh. Además, Más que una intención se convierte en el primer video-LP que se comercializa en España.
Cronophobia aparece en 1984 y al año siguiente, 1985, Miguel Oñate abandona Asfalto. Su sustituto será Ricardo Benítez "Richie", con el que graban Corredor de fondo en los Estudios Trak de Madrid en 1986. Termina la gira y "Richie" deja el grupo por motivos personales. La banda, entonces, decide realizar una parada temporal que también implicará la salida de Banegas y Pérez de la misma.
Pocos meses después y contando con la participación de todos los músicos que alguna vez pasaron por Asfalto (a excepción de Oñate), se regraban algunos de sus éxitos para un disco que se titulará 1972 - 1987... 15 años de música y que incluirá, El teatro de la vida, un tema inédito de la primera época.
Estamos en 1988. Durante el periodo de inactividad sobre los escenarios, ve la luz una nueva compilación titulada Los singles, 1981 - 1988 que incluía los sencillos editados durante esos años, algunas caras B y una versión de Halley en inglés.
Julio Castejón decide, una vez más, rearmar el grupo y cuenta de nuevo con José Luis Jiménez y Lele Laina, además de Terry Barrios (batería). El resultado de esta unión es Solo por dinero (1990), y será la última grabación de Barrios, que fallecería dos años más tarde. En 1993, Cajide vuelve a hacerse con el puesto de batería.
En 1994 publican El planeta de los locos con la misma formación que debutaron en 1978. Molinos de viento, Carpanta, Quijote eléctrico o Espera en el cielo son canciones que muestran el gran momento compositivo del que gozan, pero poco a poco la experiencia se va diluyendo en una gira nacional que no logra captar la atención del público, al margen de los incondicionales de siempre. Sus últimos conciertos se celebran en 1995.
Después de un prolongado parón, donde Castejón lanza su carrera como solista, publicando un par de discos (¿Hay alguien ahí? y El corazón de la manzana), Jiménez y Laina continúan con Topo, Oñate publica Muy personal, Banegas y "Guny" siguen como músicos de sesión y Cajide decide dejar definitivamente la música.
Asfalto vuelve a la carretera, en 2008, de la mano de Julio Castejón, y una remozada formación, con Raúl Santana (que canta los temas grabados en su día por Oñate y Richie), Carlos Parra (teclados y voz), Viti Ilarraza (batería y voz) y Juanvi García (bajo). Con ellos se gestará en febrero, Utopía, su undécimo disco de estudio. Meses después, Alejandro Ollero "Pollo" sustituye a Juanvi en plena gira de promoción.
El 3 de julio de 2009, en el Teatro Pilar Bardem de Rivas-Vaciamadrid (Madrid), Asfalto graban su primer disco en directo, saldando así la deuda histórica contraída con sus seguidores. Con el título de ¡Al fin vivos! el disco se publica el 30 de octubre del mismo año en formato de doble CD y doble DVD.
En 2011 Asfalto publica "Music", un disco de 4 temas, donde Raúl Santana interpreta en inglés una versión de "Music was my first love" de John Miles, y compone además "El templo de los sueños". El disco se completa con 2 temas de Castejón: "¿Quién castigó a la mujer de Lot?" y "Luz de atardecer".
En el año 2011, también vio la luz otro disco titulado "Inédito", con temas no editados hasta entonces por el mítico grupo. Es una particular colección de maquetas y caras B, que no vieron la luz en su momento por distintas razones. Este disco llegó al mercado como una iniciativa particular del exteclista Jorge García Banegas.
En junio de 2012, Carlos Parra y Raúl Santana acaban su ciclo en Asfalto y Jorge García Banegas regresa después de veinticinco años de ausencia.
El color de lo invisible es editado en 2014. Banegas solo participa en las canciones Secuencia para un gran momento y Es hora de vivir, abandonando la grabación y la formación que, actualmente, completan junto a Julio Castejón: Arturo García, Pablo Ruiz, Paul Castejón y Nacho de Lucas.
Asfalto en 2015  publica "Antología Casual”, doble CD con 32 canciones que se convirtió en la más completa recopilación de los éxitos de Asfalto a través de su larga historia.  Un año después Asfalto participa en el festival Rocktiembre celebrado en la plaza de Las Ventas, en Madrid, evento que quedó grabando en un doble CD y un DVD compartido junto al resto de bandas que conformaron dicho espectáculo, Barón Rojo, Topo, Ñu, Coz y Burning. 
En el año 2017 Asfalto presentó un nuevo disco de estudio titulado "Crónicas de un tiempo raro". Esta obra se compone de trece cortes que suman 62 minutos donde se fusiona el rock progresivo con canciones más convencionales, pero unidas por un hilo conductor, la árida realidad actual, tanto política como social. En la canción Melani, colaboró el saxofonista de Supertramp, John Helliwell. El mismo año se publicó el álbum en directo "Sold Out", quedando recogido tanto en CD como en DVD el concierto de celebración del 45.º Aniversario de la fundación de la banda. Participaron ilustres de la escena nacional como: Aurora Beltrán, Manolo García, “Cánovas, Adolfo y Guzmán”, José Carlos Molina, El Drogas… y con la colaboración especial de nuevo de John Helliwell de Supertramp.
En diciembre de 2021, se ha vuelto a publicar otro nuevo trabajo de Asfalto, titulado "Canciones aparcadas". Canciones Aparcadas, es un álbum que integra una serie de canciones que por distintos motivos en su día quedaron fuera de los últimos discos publicados por la banda. Son grabaciones originalmente realizadas como maquetas de trabajo que han sido retocadas y remasterizadas. El resultado es un disco equiparable en calidad de sonido a los últimos que ha publicado la banda. Todos los temas son composiciones de Julio Castejón y Jorge Garcia Banegas. Las canciones en su mayoría son del período que va de 2013 a 2014, época en la que el grupo se encontraba grabando "El Color de lo Invisible" y Jorge abandonó la banda.

## Discografía

### Sencillos con el sello Acción
- Jenny/Razones (Acción, 1972)
- Quiero/Primer baile (Acción, 1972)

### Álbumes
- Homenaje a los Beatles (Redim, 1976)
- Asfalto (Chapa Discos, 1978)
- Al otro lado (Chapa Discos, 1978)
- ¡¡Ahora!! (Chapa Discos, 1979)
- Déjalo así (Chapa Discos, 1981)
- Más que una intención (Snif, 1983)
- Cronophobia (Snif, 1984)
- Corredor de fondo (Snif, 1986)
- 1972 - 1987... 15 años de música (Snif, 1987)
- Solo por dinero (Libélula Records, 1990)
- El planeta de los locos (Libélula Records, 1994)
- Canciones básicas (El Diablo, 2004), como Lele Laina y José L. Jiménez
- Utopía (Autoedición, 2008)
- ¡Al fin vivos! (Leyenda Records, 2009)
- Inédito (Lazsound Music, 2011)[17]
- Music (The Fish Factory, 2011)
- El color de lo invisible (Imagina Music, 2014)
- Rocktiembre (Disco compartido con: Barón Rojo, Ñu, Topo, Burning, COZ y Asfalto - Warner Music, 2016)
- Crónicas de un tiempo raro (Rock Estatal Records, 2017)
- Sold out (álbum en directo, grabado en la Sala La Riviera de Madrid el 4 de febrero de 2017) (2017)
- Canciones Aparcadas (Imagine Music, 2021)

### Recopilatorios
- Lo mejor (Chapa Discos, 1980)
- Los singles, 1981 - 1988 (Snif, 1988)
- El paraíso urbano (Zafiro, 2001)
- Antología Casual (Avispa, 2015)

## Componentes

### 1970 - 1972
- José Luis Jiménez (bajo y voz)
- Pancho Company (batería y voz)
- Mario del Olmo (guitarra y voz)

### 1972 - 1974
- José Luis Jiménez (bajo y voz)
- Mario del Olmo (guitarra y voz).
- Félix García (batería)
- Armando de Castro (guitarra)

### 1974 - 1978
- José Luis Jiménez (bajo y voz)
- Lele Laína (guitarra y voz)
- Julio Castejón (guitarra y voz)
- Enrique Cajide (batería)

### 1978 - 1982
- Julio Castejón (guitarra y voz)
- Jorge García Banegas (teclados)
- Enrique Cajide (batería)
- José Ramón -Guny- Pérez (bajo)

### 1983 - 1986
- Miguel Oñate (vocalista)
- Julio Castejón (guitarra y voz)
- Jorge García Banegas (teclado)
- Enrique Cajide (batería)
- José Ramón -Guny- Pérez (bajo)

### 1986 - 1987
- Ricardo -Richi- Benítez (vocalista)
- Julio Castejón (guitarra y voz)
- Jorge García Banegas (teclado)
- Enrique Cajide (batería)
- José Ramón -Guny- Pérez (bajo)

### 1988 - 1992
- Julio Castejón (guitarra y voz)
- José Luis Jiménez (bajo y voz)
- Lele Laina (guitarra y voz)
- Terry Barrios (batería)

### 1992 - 1995
- Julio Castejón (guitarra y voz)
- José Luis Jiménez (bajo y voz)
- Lele Laina (guitarra y voz)
- Enrique Cajide (batería)

### 2006 - 2009
- Julio Castejón (guitarra y voz)
- Carlos Parra (teclados, violín)
- Raúl Santana (guitarra)
- Viti Ilarraza (batería)
- Juanvi García (bajo)

### 2009 - 2010
- Julio Castejón (guitarra y voz)
- Carlos Parra (teclados, violín)
- Raúl Santana (guitarra)
- Viti Ilarraza (batería)
- Alejandro -Pollo- Ollero (bajo)

### 2010 - 2012
- Julio Castejón (guitarra y voz)
- Carlos Parra (teclados, violín)
- Raúl Santana (guitarra)
- Marcos Parra (batería)
- Alejandro -Pollo- Ollero (bajo)

### 2012 - 2014
- Julio Castejón (guitarra y voz)
- Jorge García Banegas (teclados)
- Paul Castejón (multiinstrumentista)
- Arturo García (batería)
- José Guereñu "Gere" (bajo)

### 2014 - presente
- Julio Castejón (guitarra y voz)
- Paul Castejón (multiinstrumentista)
- Arturo García (batería)
- Nacho de Lucas (teclados)
- Pablo Ruiz (bajo)

## Videografía
- Más que una intención" (VHS. Snif, 1983)
- El Rock de nuestra transición (DVD, Borderdreams, 2004)
- ¡Al fin vivos! (DVD. Leyenda Records, 2009)
- Rocktiembre (DVD, Warner Music, 2016)
- Sold Out (Rock Estatal Records, 2017): directo grabado el 4 de febrero de 2017 en la Sala La Riviera de Madrid (DVD)